# Pseudopoda
Pseudopoda är ett släkte av spindlar. Pseudopoda ingår i familjen jättekrabbspindlar.

## Dottertaxa tillPseudopoda, i alfabetisk ordning[1]
- Pseudopoda abnormis
- Pseudopoda akashi
- Pseudopoda albolineata
- Pseudopoda albonotata
- Pseudopoda alta
- Pseudopoda amelia
- Pseudopoda ausobskyi
- Pseudopoda biapicata
- Pseudopoda bibulba
- Pseudopoda birmanica
- Pseudopoda brauni
- Pseudopoda cangschana
- Pseudopoda casaria
- Pseudopoda chauki
- Pseudopoda chulingensis
- Pseudopoda confusa
- Pseudopoda contentio
- Pseudopoda contraria
- Pseudopoda cuneata
- Pseudopoda daliensis
- Pseudopoda dama
- Pseudopoda damana
- Pseudopoda dao
- Pseudopoda dhulensis
- Pseudopoda digitata
- Pseudopoda diversipunctata
- Pseudopoda everesta
- Pseudopoda exigua
- Pseudopoda exiguoides
- Pseudopoda fissa
- Pseudopoda gemina
- Pseudopoda gogona
- Pseudopoda gongschana
- Pseudopoda grahami
- Pseudopoda grasshoffi
- Pseudopoda heteropodoides
- Pseudopoda hingstoni
- Pseudopoda hirsuta
- Pseudopoda houaphan
- Pseudopoda huberti
- Pseudopoda hyatti
- Pseudopoda intermedia
- Pseudopoda interposita
- Pseudopoda jirensis
- Pseudopoda kalinchoka
- Pseudopoda kasariana
- Pseudopoda khimtensis
- Pseudopoda kullmanni
- Pseudopoda latembola
- Pseudopoda lushanensis
- Pseudopoda lutea
- Pseudopoda marmorea
- Pseudopoda marsupia
- Pseudopoda martensi
- Pseudopoda martinae
- Pseudopoda megalopora
- Pseudopoda minor
- Pseudopoda monticola
- Pseudopoda namkhan
- Pseudopoda nanyueensis
- Pseudopoda obtusa
- Pseudopoda parvipunctata
- Pseudopoda platembola
- Pseudopoda prompta
- Pseudopoda recta
- Pseudopoda rivicola
- Pseudopoda roganda
- Pseudopoda rufosulphurea
- Pseudopoda saetosa
- Pseudopoda schawalleri
- Pseudopoda schwendingeri
- Pseudopoda serrata
- Pseudopoda shuqiangi
- Pseudopoda signata
- Pseudopoda sinapophysis
- Pseudopoda sinopodoides
- Pseudopoda spiculata
- Pseudopoda spirembolus
- Pseudopoda taibaischana
- Pseudopoda thorelli
- Pseudopoda tinjura
- Pseudopoda triapicata
- Pseudopoda trisuliensis
- Pseudopoda varia
- Pseudopoda virgata
- Pseudopoda yinae
- Pseudopoda yunnanensis
- Pseudopoda zhangmuensis
- Pseudopoda zhejiangensis